# روبرت الكسندر مولهولاند
روبرت الكسندر مولهولاند (بالإنجليزية: Robert Alexander Mulholland)‏ هو سياسي كندي، ولد في 16 مايو 1860، وتوفي في 1 أكتوبر 1927. حزبياً، نشط في حزب كندا المحافظ. وقد انتخب عضو مجلس الشيوخ الكندي.